# Andriej Eszpaj
Andriej Jakowlewicz Eszpaj, ros. Андре́й Я́ковлевич Эшпа́й (ur. 15 maja 1925 w Koźmodiemiansku, zm. 8 listopada 2015 w Moskwie) – radziecki i rosyjski kompozytor.

## Życiorys
Urodził się w Republice Mari El w rodzinie kompozytora Jakowa Andrejewicza i nauczycielki Walentyny Konstantinowny. W 1928 r. rodzina Eszpajów przeniosła się do Moskwy.
Po napaści Niemiec na ZSRR Eszpaj zgłosił się jako ochotnik do Armii Czerwonej, jednak ze względu na wiek nie został przyjęty. W 1943 roku rozpoczął naukę w Czkałowskiej (Orenburskiej) Szkole Strzeleckiej, ukończył także kursy tłumaczy wojennych organizowane przez Wojskowy Instytut Języków Obcych Armii Czerwonej. Od końca 1944 roku walczył na Pierwszym Froncie Białoruskim. Został odznaczony Orderem Czerwonej Gwiazdy, medalami „Za wyzwolenie Warszawy”, „Za zdobycie Berlina”, „Za zwycięstwo nad Niemcami w Wielkiej Wojnie Ojczyźnianej 1941–1945” oraz polskim Medalem za Warszawę 1939–1945.
Po demobilizacji rozpoczął naukę w Szkole Muzycznej przy Konserwatorium Moskiewskim w klasie fortepianu (R. Czernowa) i kompozytorskiej (E. Messnera). W 1948 roku został studentem dwóch wydziałów Konserwatorium Moskiewskiego: kompozytorskiego (klasy N. Rakowa, N. Miaskowskiego, E. Golubiewa) i fortepianu (klasa W. Sofronickiego), zaś w latach 1953–1956 studiował jako aspirant w klasie A. Chaczaturiana. Z tą uczelnią A. Eszpaj związał także swoje zawodowe życie – w latach 1965-1970 w Konserwatorium Moskiewskim wykładał kompozycję, jednocześnie koncertując jako pianista wykonujący własne kompozycje.
Studenckie dzieła A. Eszpaja świadczą o tym, jak rozwijał się talent młodego kompozytora. W tym okresie powstały m.in.: Sonatina na fortepian, liczne utwory na skrzypce, klarnet, flet, „Kołysanka” i „Taniec” na dwa fortepiany (1952), Passacaglia na organy (pamięci N. Miaskowskiego, 1950) oraz „Melodie węgierskie” (1953) na skrzypce i orkiestrę. W 1955 roku cykl „Melodie węgierskie” został wyróżniony I nagrodą na konkursie młodych kompozytorów, towarzyszącym V Światowemu Festiwalowi Młodzieży i Studentów w Warszawie.
Na rok przed ukończeniem konserwatorium, w 1952 roku, Andrej Eszpaj został przyjęty do Związku Kompozytorów ZSRR, tym samym stając się jednym z najmłodszych jego członków.
Po roku 1954 A. Eszpaj skomponował monumentalne utwory symfoniczne: I Koncert fortepianowy (pamięci Maurice’a Ravela, 1954), I Koncert skrzypcowy (dedykowany E. Graczowi, 1956), a na przełomie lat pięćdziesiątych i sześćdziesiątych XX w. trzy symfonie (1959, 1962 i 1964).
16 grudnia 1968 roku miało swoją premierę jedno z największych dzieł Andreja Eszpaja Kantata na chór mieszany i orkiestrę symfoniczną „Lenin z nami”. Libretto kantaty stanowią wczesne wiersze Władimira Majakowskiego „Ostatnia stronica wojny domowej” (część I), „To i owo o Petersburgu” (część II) oraz kompilacja wiersza „Lenin z nami” i fragmentu poematu „Dobrze”.
W 1969 roku A. Eszpaj napisał cieszącą się olbrzymią popularnością operetkę „Nie ma szczęśliwszej ode mnie” (libretto W. Konstantinow i B. Racer). Na jej podstawie W. Gorrikker nakręcił komedię muzyczną „Gwiazda ekranu” (1974). Dla teatru „Nowa Scena” w Bratysławie Andrej Eszpaj skomponował musical „Zabrania się kochać” (1973).
30 kwietnia 1976 roku na deskach Teatru Bolszoj w Moskwie odbyła się premiera baletu A. Eszpaja „Angara” (libretto J. Grigorowicz i W. Sokolow na podstawie sztuki A. Arbuzowa „Irkucka historia”). Dzieło do dziś cieszy się uznaniem i doczekało się inscenizacji m.in. w Teatrze Marińskim w Sankt Petersburgu i Teatrze Opery i Baletu w Samarze. W 1980 roku Eszpaj skomponował drugi swój balet pt. „Krąg” („Pamiętajcie!”), oparty na libretcie I. Czernyszewa (premiera 23.02.1981 r. w Kujbyszewie).
W latach osiemdziesiątych XX w. A. Eszpaj skomponował dwie symfonie: „Wojenną” (premiera 1 kwietnia 1986 r. w Moskwie) i „Liturgiczną” (premiera 19 listopada 1989 r. w Moskwie). W 1991 roku stworzył siódmą, a w 1999 r. zakończył prace nad utworem „Cztery wiersze” na orkiestrę symfoniczną, chór i lektora. Na progu XXI wieku Andrej Eszpaj urzeczywistnił zamysł, którego nikt przed nim się nie podjął. Stworzył „złotą serię” koncertów dla wszystkich instrumentów orkiestry symfonicznej (z wyjątkiem tuby): cztery skrzypcowe, dwa fortepianowe, po jednym na altówkę, obój, flet, saksofon, wiolonczelę, kontrabas (lub fagot), klarnet, waltornię, trąbkę i puzon, Koncert na orkiestrę i trąbkę, fortepian, wibrafon i kontrabas solo. Ponadto stworzył muzykę do ponad 60 filmów.
A. Eszpaj zapraszany był również do prac jury międzynarodowych festiwali i konkursów, m.in. Festiwalu Piosenki Radzieckiej w Zielonej Górze, Międzynarodowego Festiwalu Piosenki w Sopocie, Międzynarodowego Festiwalu Muzyki Współczesnej „Warszawska Jesień”, Praskiego Festiwalu Jazzowego oraz Międzynarodowego Konkursu im. Piotra Czajkowskiego.
Pochowany na Cmentarzu Nowodziewiczym w Moskwie.

## Nagrody i wyróżnienia
Podczas II wojny światowej otrzymał Order Czerwonej Gwiazdy, Order Wojny Ojczyźnianej II klasy, Medal „Za wyzwolenie Warszawy”, Medal „Za zdobycie Berlina” i Medal „Za zwycięstwo nad Niemcami w Wielkiej Wojnie Ojczyźnianej 1941–1945”. 
W 1981 roku Andrej Eszpaj został uhonorowany tytułem Ludowy Artysta ZSRR. Wśród przyznanych mu odznaczeń i nagród są m.in.: Order Czerwonego Sztandaru Pracy (1971), Nagroda Państwowa ZSRR (1976), Nagroda Leninowska (1986), Order „Za zasługi dla Ojczyzny” (2000), Order Przyjaźni (2010).
W 2011 roku Andrej Jakowlewicz Eszpaj został pierwszym rosyjskim laureatem Nagrody Marszałka Senatu Rzeczypospolitej Polskiej i Przewodniczącego Rady Federacji Rosyjskiej „Ku spotkaniu”, przyznawanej za działalność na rzecz zbliżenia narodów Polski i Rosji (polskim laureatem był Krzysztof Penderecki).